# Пабелокан – Чилегон
Пабелокан – Чилегон – газопровід на заході індонезійського острова Ява, споруджений для транспортування продукції з ряду родовищ.
Ще з 1971 року північніше від західного завершення Яви йшла розробка нафтових родовищ, під час якої отримували певні обсяги попутного газу. Крім того, в цьому ж районі виявили газові поклади. Як наслідок, на початку 2000-х узялись за реалізацію великого проекту з постачання газу. В межах останнього встановлену на газовому родовищі Бануваті платформу Banuwati-A сполучили газопроводом довжиною 16 км та діаметром 500 мм із платформою Zelda-P, розташованою на нафтогазовому родовищі Зельда. Також до Zelda-P підключили платформу Zelda-PC, з якої надходить газова продукція Зельди (до Zelda-PC підключені платформи Zelda-A та Zelda-F, при цьому в останньому випадку використали перемичку довжиною 1,7 км та діаметром 250 мм). 
Від Zelda-P проклали газопровід довжиною 30 км та діаметром 500 мм до острова Харапан, на якому спорудили газопереробний завод Пабелокан. Підготована продукція прямує з ГПЗ на суходіл по трубопроводу довжиною 67 км та діаметром все ті ж 500 мм. 
Споживачем поданого з ГПЗ Пабелокан ресурсу стала ТЕС Чилегон (втім, варто відзначити, що частину потреб цього доволі потужного об’єкту закривають за рахунок блакитного палива, протранспортованого по системі Південна Суматра – Західна Ява).
Варто відзначити, що основний ресурс забезпечувало газове родовище Бануваті, з якого отримували 3 млн м3 газу на добу, тоді як від Zelda-PC надходило лише 0,2 млн м3 на добу.
В 2014-му для підтримки поставок в умовах падіння пластового тиску ввели в дію компресорну платформу Banuwati-K, обладнану двома компресорами Centaur 50.